# Милдажене, Венера Васильевна
Венера Васильевна Милдажене — советский литовский хозяйственный деятель, Герой Социалистического Труда.

## Биография
Родилась в 1927 году в деревне Регово. Член КПСС с 1957 года.
В 1953—1982 — машинист башенного крана управления механизации № 70 Каунасского треста механизации Министерства строительства Литовской ССР.
Указом Президиума Верховного Совета СССР от 1 октября 1965 года присвоено звание Героя Социалистического Труда с вручением ордена Ленина и золотой медали «Серп и Молот».
Жила в Литве.

## Награды и звания
- Герой Социалистического Труда (01.10.1965)
- Орден Ленина (01.10.1965)